# Jazmín (color)
El color jazmín consiste en una tonalidad pálida de amarillo anaranjado, como se muestra a la derecha. Es una representación del color promedio de la parte más amarillosa de la flor de jazmín. El primer uso conocido del jazmín como nombre de color en el idioma inglés fue en 1925.